# Metepeira gosoga
Metepeira gosoga är en spindelart som beskrevs av Chamberlin och Ivie 1935. Metepeira gosoga ingår i släktet Metepeira och familjen hjulspindlar. Inga underarter finns listade i Catalogue of Life.